# Affective computing
L'Affective computing è un ramo specifico dell'intelligenza artificiale che si propone di realizzare calcolatori in grado di riconoscere ed esprimere emozioni.
I progressi fatti nell'ambito del HCI (Human Computer Interaction) hanno permesso lo sviluppo di applicazioni informatiche che sempre più tengono conto dei contesti d'uso degli utenti e consentono un livello di interazione sempre maggiore. Nonostante ciò l'informatica “tradizionale” opta per un tipo di interazione tra uomo e macchina basata su l'influenza reciproca tra azione e reazione. Le nuove frontiere di sviluppo dei prodotti informatici mirano all'implementazione di macchine affettive che tengano conto della reazione dell'utente al sistema e che interagiscano con questo basandosi sul suo stato emotivo.
(Picard 2003)
Le ricerche di Damasio (1994), Ledoux (1996) ed Isen (2000) hanno accertato il ruolo vitale delle emozioni nei processi cognitivi; i ricercatori dell'affective computing mirano ad imitare i sottili processi multimodali e idiosincratici che caratterizzano la risposta emotiva.

## Applicazioni
Lo sviluppo dell'affective computing si sviluppa in quattro possibili dimensioni applicative:
- Espressione emotiva: si interessa alla realizzazione di agenti di interfaccia in grado di riprodurre le espressioni emotive, comunicare dunque emozioni attraverso, principalmente, la rappresentazione di volti digitali che imitano i caratteri salienti dell'espressione emotiva umana. Lo scopo di questo tipo di interfacce non è quello di dotare la macchina di emotività bensì di far sì che l'attribuisca alle stesse;

- Riconoscimento emotivo: lo scopo di questi prodotti dell'affective computing è quello di riconoscere lo stato emotivo dell'utente per eventualmente adattarvisi ottimizzando l'esecuzione di compiti, in relazione all'influenza che lo stato emotivo esercita sull'agente umano;

- Manipolazione emotiva: questa linea di ricerca è mirata a studiare i modi con cui è possibile influenzare lo stato emotivo dell'utente nell'ambito dell'interazione con la macchina (Affect interaction);

- Sintesi emotiva: Questa è la dimensione dell'affective computing più complessa. A questa si orientano gli studi sulla mente allo scopo di dotare un calcolatore di intelligenza emotiva rendendolo dunque in grado di “sentire” emozioni.

L'affective computing si pone dunque come una nuova prospettiva per l'intelligenza artificiale classica che auspicava di creare macchine intelligenti. Partendo da un aspetto dell'intelligenza che non era preso in considerazione, con un approccio metodologico in cui i processi emotivi vengono considerati a fianco di quelli cognitivi.